# Bill Kelliher
Bill Kelliher (Rochester, Nueva York; 23 de marzo de 1971) es un guitarrista estadounidense que forma parte de la banda de Sludge metal, Mastodon, en la que permanece como miembro fundador junto con el batería Brann Dailor. Junto con el otro guitarrista de la banda, Brent Hinds, recibió el premio Golden Gods el 12 de junio de 2007.
- Datos: Q121956
- Multimedia: Bill Kelliher / Q121956